# بیاووگارد
بیاووگارد (به لهستانی:  Białogard) یک منطقهٔ مسکونی در لهستان است که در شهرستان بیاووگارد واقع شده‌است. بیاووگارد ۲۵٫۷۳ کیلومتر مربع مساحت و ۲۴٬۳۳۹ نفر جمعیت دارد.

## خواهرخوانده
شهرهای تتروو، آکنیسته، البانو لازیال، Binz، گنوخو، ماردو و اولان (بلژیک) خواهرخوانده‌های بیاووگارد هستند.